# دروغ اول آوریل (فیلم ۱۹۸۶)
«دروغ اول آوریل» (انگلیسی: April Fool's Day (1986 film)) فیلمی در ژانر ترسناک، اسلشر، و مرموز به کارگردانی فرد والتون است که در سال ۱۹۸۶ منتشر شد. از بازیگران آن می‌توان به دبورا فورمن، گریفین اونیل، و توماس ویلسون اشاره کرد.